# Villanueva de la Torre
Villanueva de la Torre és un municipi de la província de Guadalajara, a la comunitat autònoma de Castella-La Manxa.

## Demografia
| 2000 | 2001 | 2004 | 2008 | 2009 | 2016 | 2023 |
| ---- | ---- | ---- | ---- | ---- | ---- | ---- |
| 1309 | 2072 | 4425 | 5945 | 6050 | 6554 | 6603 |

https://www.ine.es/nomen2/inicio_r.do?accion=busquedaRapida&nombrePoblacion=Villanueva_de_la_Torre